# Gustavo Cristaldo
Gustavo Alberto Cristaldo Brítez (Caacupé, 31 de mayo de 1989) es un futbolista paraguayo. Juega como centrocampista en Independiente Petrolero de la Primera División de Bolivia.

## Selección nacional
Disputó el Campeonato Sudamericano de Fútbol Sub-20 de 2009 con la Selección de fútbol sub-20 de Paraguay, obteniendo el segundo lugar y la clasificación al mundial. En dicha competencia, anotó un gol en la goleada 5-1 frente a Bolivia.
Fue convocado a la Copa Mundial de Fútbol Sub-20 de 2009 que se disputó en Egipto. Cristaldo, jugó 3 de los 4 partidos de Paraguay en ese mundial.
Con la Selección de fútbol de Paraguay, disputó un solo encuentro, y fue en el amistoso que terminó con derrota 4-2 frente a Argentina.

## Clubes
| Club                    | País     | Año               |
| ----------------------- | -------- | ----------------- |
| Libertad                | Paraguay | 2009 - 2010       |
| Sol de América          | Paraguay | 2010              |
| Rubio Ñu                | Paraguay | 2011              |
| Luqueño                 | Paraguay | 2011              |
| Nacional                | Paraguay | 2012              |
| Libertad                | Paraguay | 2012              |
| Nacional                | Paraguay | 2013              |
| Cobreloa                | Chile    | 2014 - 2015       |
| U. de Concepción        | Chile    | 2015 - 2016       |
| River Plate             | Paraguay | 2016              |
| Libertad                | Paraguay | 2017 - 2018       |
| Deportivo Santaní       | Paraguay | 2018              |
| Fuerza Amarilla         | Ecuador  | 2019              |
| General Díaz            | Paraguay | 2019 - 2020       |
| Independiente Petrolero | Bolivia  | 2021              |
| Always Ready            | Bolivia  | 2022              |
| Nacional Potosí         | Bolivia  | 2023 - 2024       |
| Independiente Petrolero | Bolivia  | 2024 - Actualidad |

## Palmarés

### Títulos nacionales
| Título           | Club                    | Año  |
| ---------------- | ----------------------- | ---- |
| Torneo Clausura  | Libertad                | 2012 |
| Torneo Apertura  | Nacional                | 2013 |
| Torneo Apertura  | Libertad                | 2017 |
| Primera División | Independiente Petrolero | 2021 |